# (6152) Empedocles
(6152) Empedocles (1989 GB3) – planetoida z grupy pasa głównego asteroid okrążająca Słońce w ciągu 4,12 lat w średniej odległości 2,57 j.a. Odkryta 3 kwietnia 1989 roku.